# Leptura rufoannulata
Leptura rufoannulata es una especie de escarabajo longicornio del género Leptura, categorizada en la tribu Lepturini, de la subfamilia Lepturinae. Fue descrita por Pic en 1933.

## Descripción
Mide 9-13 mm de longitud.

## Distribución
Se distribuye por China.